# Adam Ottavino
Adam Robert Ottavino, född den 22 november 1985 i New York i delstaten New York, är en amerikansk professionell basebollspelare som spelar för New York Mets i Major League Baseball (MLB). Ottavino är högerhänt pitcher.
Ottavino har tidigare spelat för St. Louis Cardinals (2010), Colorado Rockies (2012–2018), New York Yankees (2019–2020) och Boston Red Sox (2021).

## Karriär

### College
Ottavino studerade vid Northeastern University och spelade för skolans basebollag Northeastern Huskies.

### Major League Baseball

#### St. Louis Cardinals
Ottavino draftades av St. Louis Cardinals 2006 som 30:e spelare totalt och redan samma år gjorde han proffsdebut i Cardinals farmarklubbssystem. Han debuterade i MLB för Cardinals den 29 maj 2010, men fick bara spela fem matcher för klubben under säsongen. 2011 fick han tillbringa i Cardinals högsta farmarklubb Memphis Redbirds.

#### Colorado Rockies
I samband med säsongsinledningen 2012 placerades Ottavino på waiverlistan av Cardinals och plockades upp av Colorado Rockies, där han stannade till och med 2018 års säsong och enbart användes som inhoppare (reliever). Han började använda tröjnummer 0, vilket ingen annan pitcher gjort i MLB:s historia. Hans spel gick litet upp och ned med till exempel en earned run average (ERA) som pendlade mellan 2,43 (2018) och 5,06 (2017). Totalt spelade han 361 matcher för Rockies under vilka han var 17–18 (17 vinster och 18 förluster) med en ERA på 3,41 och 452 strikeouts. Efter 2018 års säsong blev han free agent.

#### New York Yankees

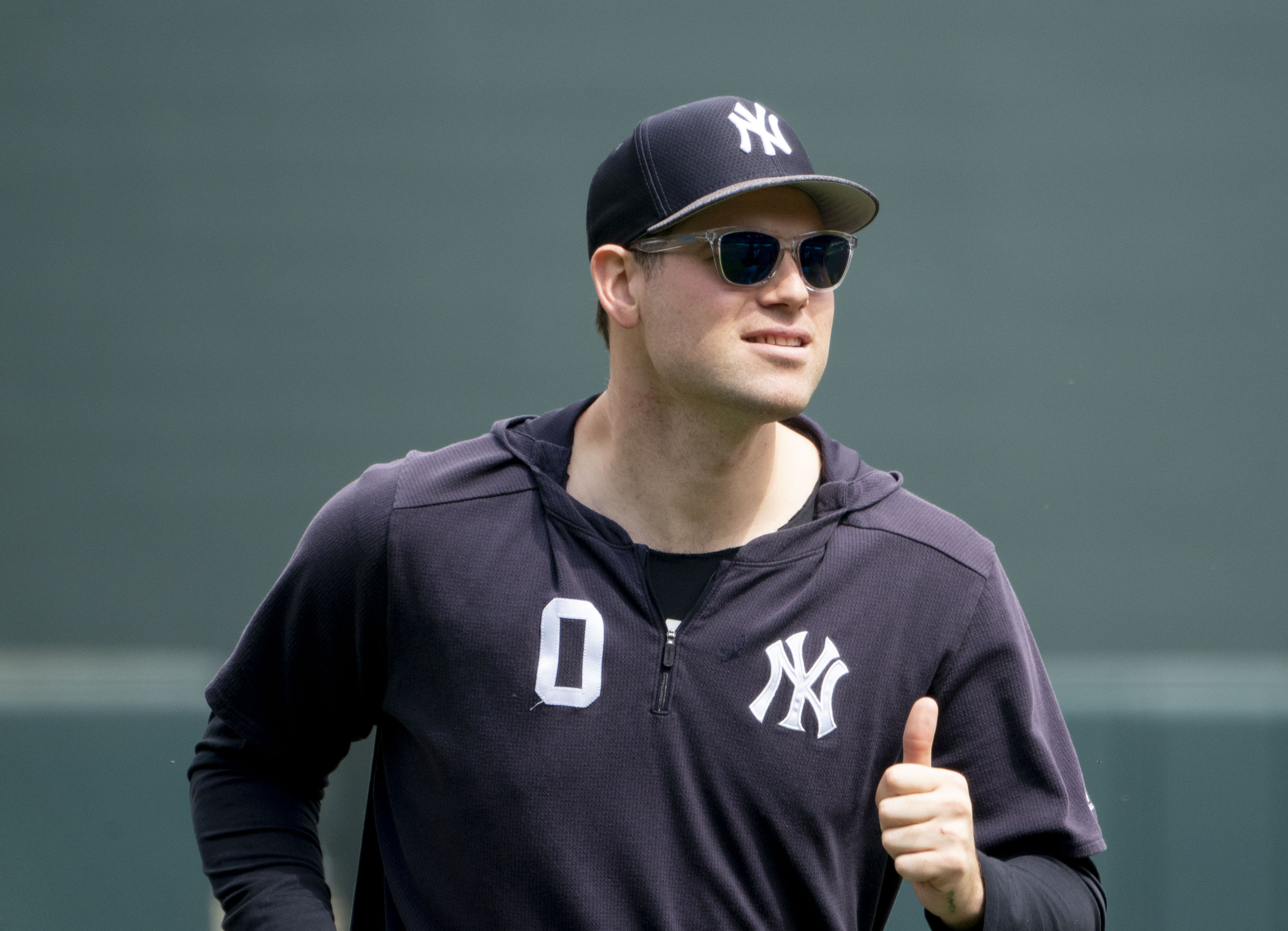
Ottavino i New York Yankees dräkt 2019.

I januari 2019 värvades Ottavino av New York Yankees, där han skrev på ett treårskontrakt värt 27 miljoner dollar. Han blev den första spelaren i Yankees historia att välja tröjnummer 0, vid det laget det enda ensiffriga tröjnummer som inte hade pensionerats av klubben. Han hade en mycket bra säsong 2019 med en ERA på bara 1,90, men under den av covid-19-pandemin kraftigt förkortade säsongen 2020 var hans ERA hela 5,89 (om man räknar bort en riktigt dålig match var hans ERA dock bara 2,95). I januari 2021 trejdade Yankees Ottavino till ärkerivalen Boston Red Sox.

#### Boston Red Sox
Ottavino var under 2021 års säsong 7–3 med en ERA på 4,21 och elva saves för Red Sox. Efter säsongen blev han free agent.

#### New York Mets
Inför 2022 års säsong skrev Ottavino på ett ettårskontrakt med New York Mets, vilket rapporterades vara värt fyra miljoner dollar.

### Internationellt
Ottavino representerade Italien vid World Baseball Classic 2009.